# Mys Krutoj
Mys Krutoj (englische Transkription von russisch Мыс Крутой Mys Krutoi, deutsch ‚Steiles Kap‘) ist ein Kap an der Küste des ostantarktischen Kaiser-Wilhelm-II.-Lands. Es liegt südwestlich des Krause Point.
Russische Wissenschaftler gaben ihm seinen deskriptiven Namen.